# Coppa Colli Briantei
La Coppa Colli Briantei és una competició ciclista italiana d'un sol dia i que es disputa anualment a Sovico, a la província de Milà.
Creada el 1951, de 2005 a 2009, va formar part del calendari de l'UCI Europa Tour. A partir del 2013 està reservada per categories alevins.

## Palmarès
| Any  | Vencedor             | Segon              | Tercer            |
| ---- | -------------------- | ------------------ | ----------------- |
| 1953 | Alfredo Zagano       |                    |                   |
| 1954 | L.Rapaccioli         |                    |                   |
| 1955 | L.Brioschi           |                    |                   |
| 1956 | E.Muscolino          |                    |                   |
| 1957 | Alfredo Bonariva     |                    |                   |
| 1970 | M.Fedeli             |                    |                   |
| 1971 | D.Zampin             |                    |                   |
| 1972 | G.Tacca              |                    |                   |
| 1973 | A.Forza              |                    |                   |
| 1974 | S.Rota               |                    |                   |
| 1975 | Maurizio Mantovani   |                    |                   |
| 1976 | Alessandro Pozzi     |                    |                   |
| 1977 | Marco Cattaneo       |                    |                   |
| 1978 | Silvestro Milani     |                    |                   |
| 1979 | Walter Delle Case    |                    |                   |
| 1980 | Alberto Saronni      |                    |                   |
| 1981 | Silvestro Milani     |                    |                   |
| 1982 | Alberto Volpi        |                    |                   |
| 1983 | Alberto Volpi        |                    |                   |
| 1984 | Dario Montana        |                    |                   |
| 1985 | Luigino Giovenzana   |                    |                   |
| 1986 | Angelo Tosi          |                    |                   |
| 1987 | Raimondo Vairetti    |                    |                   |
| 1988 | Corrado Capello      |                    |                   |
| 1989 | Davide Bramati       |                    |                   |
| 1990 | Mario Mantovani      |                    |                   |
| 1991 | Alessandro Pozzi     |                    |                   |
| 1992 | Daniele Nardello     |                    |                   |
| 1993 | Roberto Dal Sie      |                    |                   |
| 1994 | Ivano Zuccotti       |                    |                   |
| 1995 | Ivano Zuccotti       |                    |                   |
| 1996 | Marino Bianchi       | Massimo Codol      | Emiliano Murtas   |
| 1997 | Vladimir Duma        |                    |                   |
| 1998 | Sergey Lelekin       |                    |                   |
| 1999 | Eddy Ratti           |                    |                   |
| 2000 | Paolo Bono           |                    |                   |
| 2001 | Marco Corsini        |                    |                   |
| 2002 | Christian Murro      |                    |                   |
| 2003 | Paolo Bailetti       | Ruslan Pidgornyy   | Marco Marzano     |
| 2004 | Maurizio Girardini   | Fabio Negri        | Francesco Gavazzi |
| 2005 | Harald Starzengruber | Alexander Efimkin  | Aristide Ratti    |
| 2006 | Marco Cattaneo       | Bruno Rizzi        | Francesco Tizza   |
| 2007 | Emanuele Moschen     | Fausto Fognini     | Daniel Oss        |
| 2008 | Leigh Howard         | Giovanni Carini    | Samuele Marzoli   |
| 2009 | Maurizio Anzalone    | Jonathan Monsalve  | Gianluca Maggiore |
| 2010 | Andrea Palini        | Maksym Averin      | Eugenio Alafaci   |
| 2011 | Maurizio Gorato      | Cristiano Monguzzi | Siarhei Novikau   |
| 2012 | Siarhei Papok        | Mattia Pozzo       | Mirko Nosotti     |
| 2013 | Davide Colnaghi      | Riccardo Varè      | Andrea Colnaghi   |
| 2014 | Alessandro Prato     | Anselmo Barbierato | Andrea Lissoni    |
| 2015 | Federico Mascheroni  | Davide Ferrari     | Andrea Barbierato |